# Contopus nigrescens
A Contopus nigrescens a madarak (Aves) osztályának verébalakúak (Passeriformes) rendjébe és a királygébicsfélék (Tyrannidae) családjába tartozó faj.

## Rendszerezése
A fajt Philip Lutley Sclater és Osbert Salvin írták le 1880-ban, a Myiochanes nembe Myiochanes nigrescens néven.

## Alfajai
- Contopus nigrescens canescens (Chapman, 1926)
- Contopus nigrescens nigrescens (P. L. Sclater & Salvin, 1880)[2]

## Előfordulása
Brazília, Ecuador, Guyana és Peru területén honos. A természetes élőhelye szubtrópusi és trópusi síkvidéki és hegyi esőerdők, folyók és patakok környékén. Állandó, nem vonuló faj.

## Megjelenése
Testhossza 13 centiméter.

## Életmódja
Rovarokkal táplálkozik.

## Természetvédelmi helyzete
Az elterjedési területe rendkívül nagy, egyedszáma pedig csökkenő, de még nem éri el a kritikus szintet. A Természetvédelmi Világszövetség Vörös listáján nem fenyegetett fajként szerepel.